# Германско-польская граница
Герма́нско-по́льская граница (нем. Grenze zwischen Deutschland und Polen, пол. Granica polsko-niemiecka) — государственная граница между Республикой Польша и Федеративной Республикой Германия протяжённостью 467 километров, включая водную границу. Германия — одно из семи государств, граничащих с Польшей, а Польша — одно из девяти государств, граничащих с Германией.
В силу расположения, в историографии её часто неофициально называют границей по Одеру — Нейсе.
Текущая граница была создана после объединения Германии 3 октября 1990 года, до этого Польша граничила с Германской Демократической Республикой, и граница была идентична. Она была сформирована после Второй мировой войны решением союзников на Ялтинской и Потсдамской конференциях.

## Расположение границы

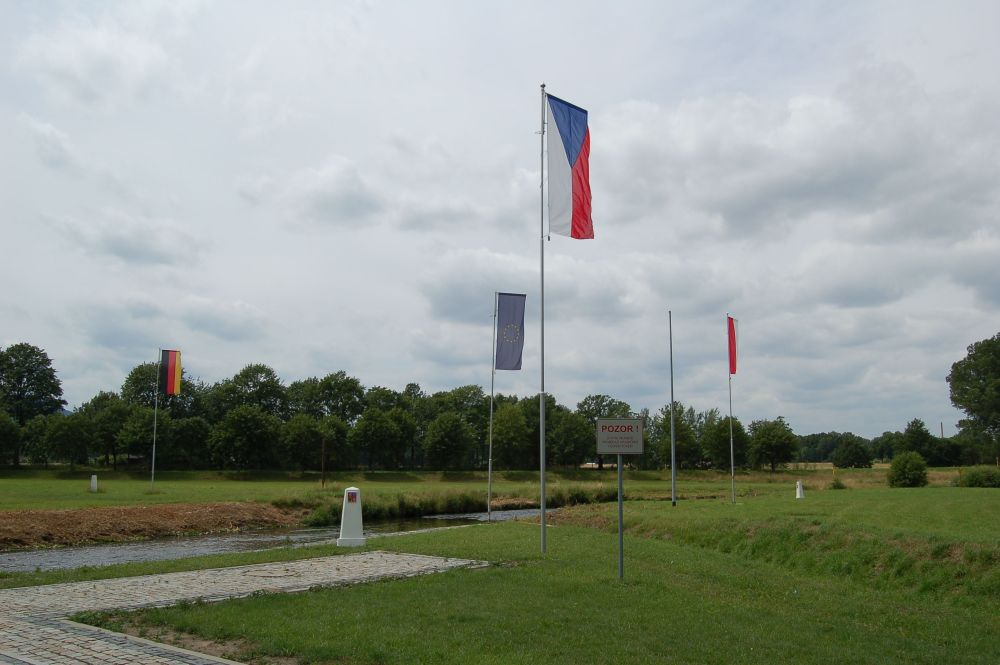
Начало границы — пересечение границ Польши, Чехии и Германии

В южной части граница начинается на пограничном стыке (пограничный знак № 1P) Германии, Польши и Чехии к югу от Поражова, затем проходит вдоль Нысы-Лужицки (Нейсе), оставляя польскую сторону так называемого «мешка ржи» и разделяя прибрежные города Циттау/Поражов-Синявка, Гёрлиц/Згожелец, Бад-Мускау/Ленкница и Губен/Губин. На расстоянии около дюжины километров от Губина Ныса-Лужицка (Нейсе) впадает в Одру (Одер), а отсюда граница проходит вниз по течению около двухсот километров — к городу Грыфино (от Видуховы, где Одра разделяется и образует заводи — граница проходит до Западной Одры). В разделе граница делится на немецкий и польский города Франкфурт-на-Одере/Слубице.

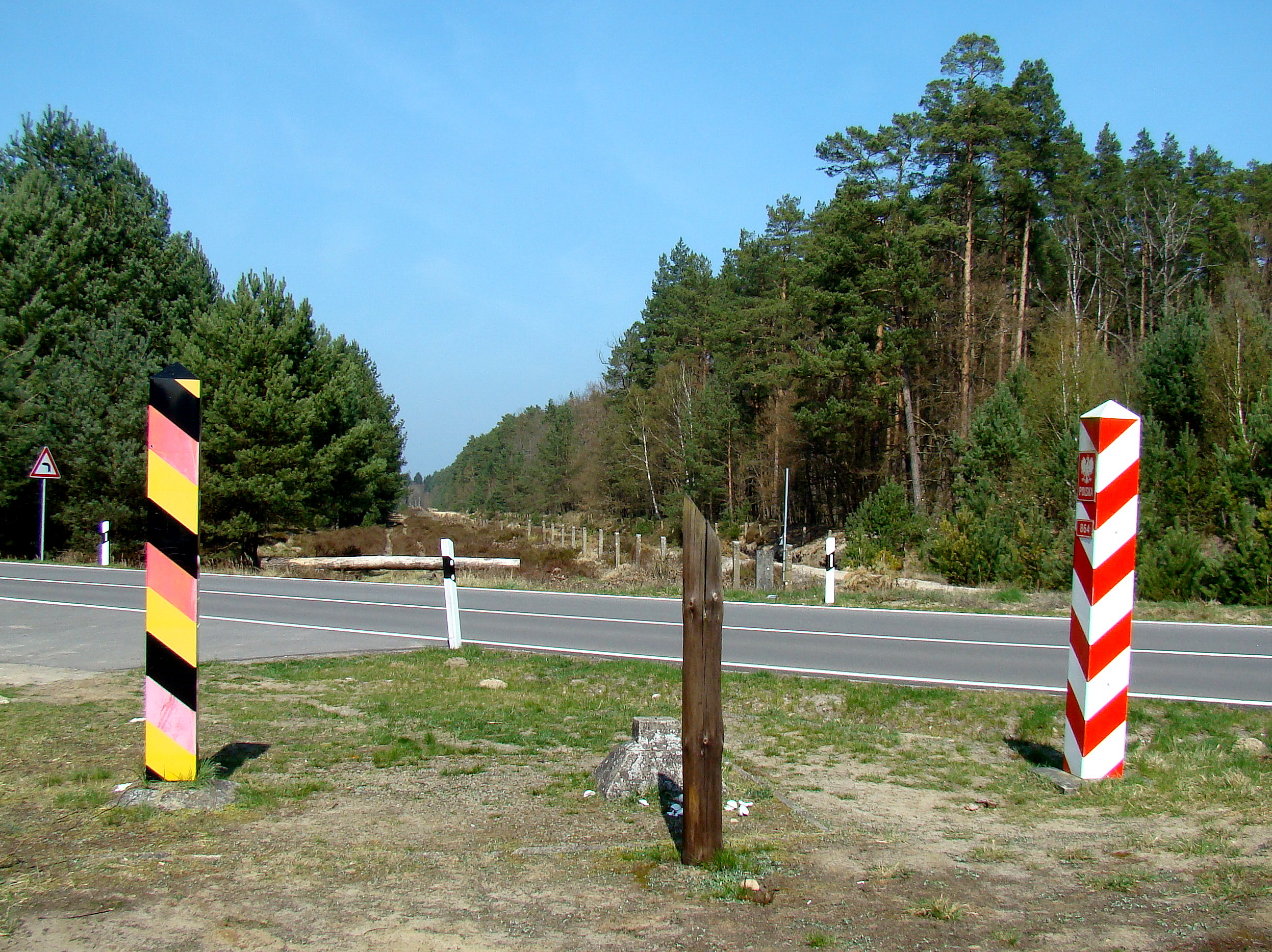
Германско-польская граница, пограничный знак № 864, около Добещина (Полицкий повят), на заднем плане Вкшаньская пуща

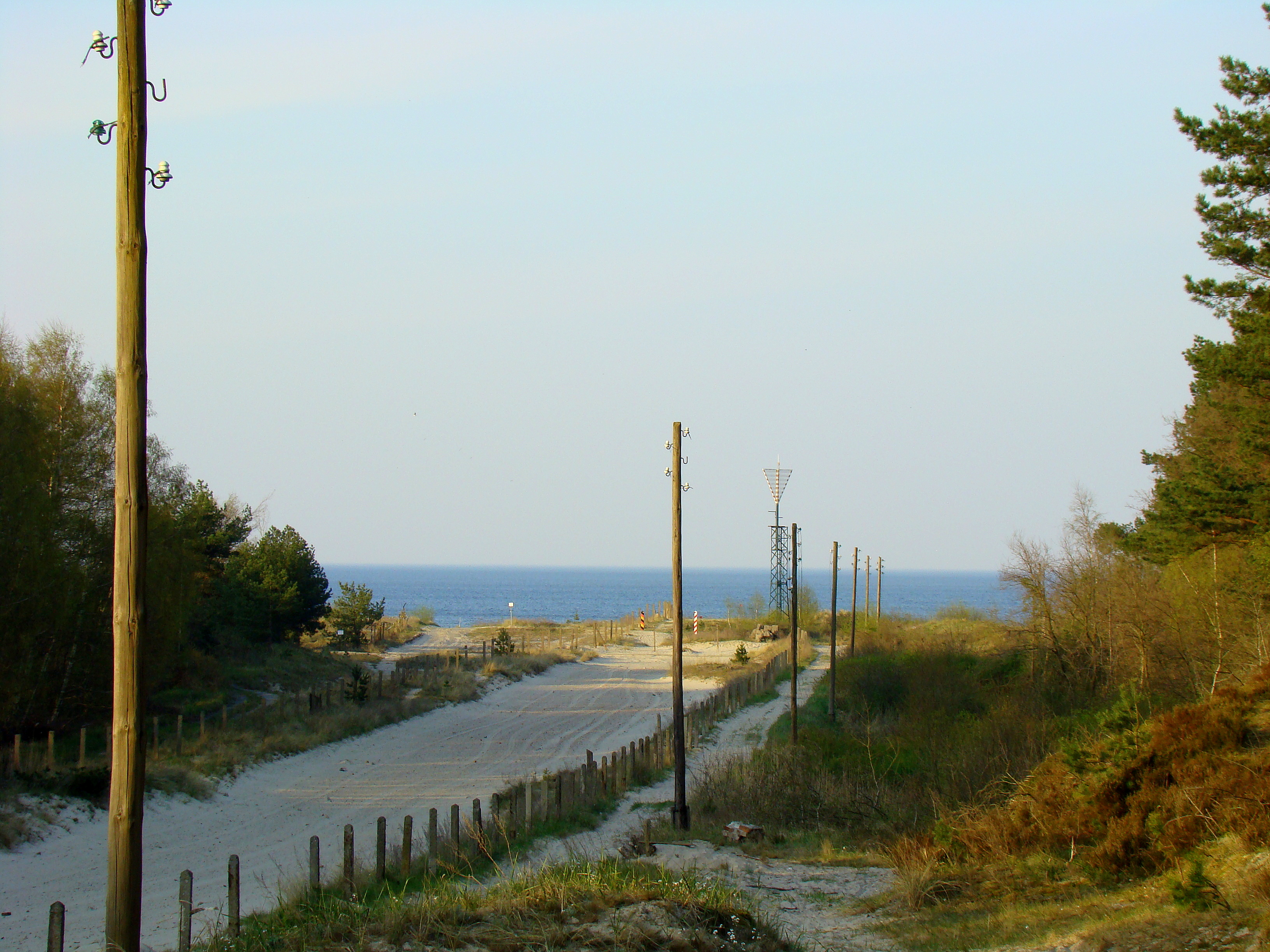
Германско-польская граница, пограничный знак № 923, около Свиноуйсьце, на заднем плане Балтийское море

От Грыфино граница по Одеру — Нейсе обходит Щецин с запада и уходит с Одры на север к западной части её долины и проходит рядом с польскими городами Росувек, Колбасково, Барнислав, Боболин, Любешин, Бук, Столец, Мыслибуж Вельки и затем пересекает Щецинский залив у Нове-Варпно, а потом разделяет остров Узедом к западу от Свины, оставив на польской стороне город Свиноуйсьце. Германско-польская граница заканчивается на берегу Поморской бухты (пограничный знак № 923).
 Германские земли, соседствующие с Польшей:
- Мекленбург-Передняя Померания
- Бранденбург
- Свободное государство Саксония

 Польские воеводства, соседствующие с Германией:
- Западно-Поморское
- Любушское
- Нижнесилезское

## Формирование современной границы

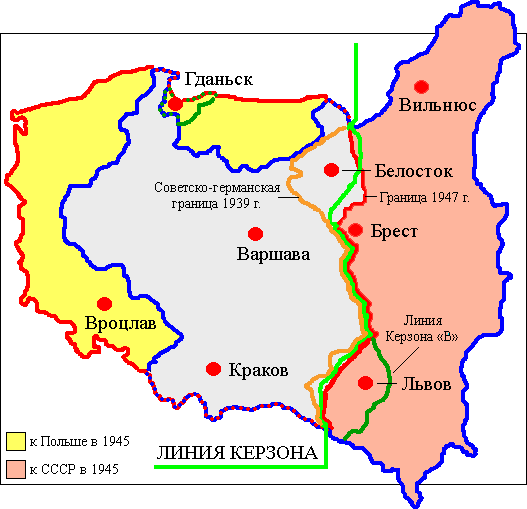
Перенос польских границ после Второй Мировой войны; Линия Керзона отмечена салатовым

### Планы воссоздания Речи Посполитой
Хотя польско-германская граница по Одре и Нысе-Лужицкой была создана после Второй Мировой войны, созданная на рубеже 19 и 20 веков Национально-демократическая партия Польши ещё тогда анализировала, какую форму должны принять границы возрождённой Польши. В ответ на очевидное отсутствие возможности восстановления Польши в границах Речи Посполитой перед разделом она разработала так называемую «западную мысль», целью которой было получить территории Германии. В 1887 году Ян Людвик Поплавский указал на необходимость включения Восточной Пруссии, а также Познани, Гданьска и Ополе в состав Польши. Роман Дмовский в первые годы двадцатого века конкретизировал программу Национально-демократической партии, требуя для Польши только этнически польские земли Восточное Поморье, Восточную Пруссию и Верхнюю Силезию. Эту же программу представил и идеолог народного движения Болеслав Вислоух.
Иоахим Лелевель уже тогда напоминал о польской границе времён правления первых Пястов и указал на необходимость иметь Силезию и границу, основанную на Одре. Река Одра в качестве западной границы в 1901 году была отмечена Поплавским. Граница по Нысе-Лужицкой впервые требовалась Вацлавом Налковским в 1912 году. Он подчёркивал, что река — это стратегическое место, где Судеты и Балтийское море находятся ближе всего друг к другу. Ранее, в 1888 году, он подчеркнул важность Одры из-за того, что это граница эпохи правления первых Пястов.

### По итогам Первой мировой войны
К концу Первой мировой войны требования экстремистов по вхождению территорий в состав Польши ограничились Великой Польшей, Восточным Поморьем, Мазурией и Верхней Силезией. В 1919 году Альфонс Парчевский предложил, чтобы в состав Польши из Силезии вошли Бжег, Мендзыбуж, Намыслув, Олава, Сыцув, Тшебница, глогувский и зелёногурский повяты, а из Поморья Бытув, Чаплинек, Старе Дравско, Лемборк и Слупск. В течение Межвоенного периода дебаты об изменениях границ были также чисто академическими, польское правительство не предъявляло территориальные претензии к Германии и пыталось поддерживать с ней наилучшие отношения. Тем не менее, Теодор Тачак, описывавший границы раннего государства Пястов, подчеркнул в 1925 году естественный характер границы на Одере и Судетах. Станислав Павловский указывал на отсутствие естественных барьеров на тогдашних границах, поскольку Одра и Барыч были за пределами Польши. В 1933 году Зыгмунт Войцеховский создал концепцию границы, которую он считал безопасной для государства. Она включала в себя Померанию с Щецином, Силезию с Вроцлавом и Любушскую землю. В 1919 году Юзеф Домбровский выразил обеспокоенность по поводу включения в Польшу слишком большого количества земель, населённых немецким населением.

### Территориальные претензии Польши и роль СССР
С начала Второй мировой войны отмечалось, что необходимо установить лучшую, то есть более короткую границу между Германией и Польшей. Первая группа выдвинула постулат о расширении земель до Одры и Нысы-Лужицкой, она была основана в октябре 1939 года и называлась Родина. Первые официальные территориальные претензии были поданы польским властями в ноябре 1940. Они включали Верхнюю Силезию, Гданьск и Восточную Пруссию. Это требование было подтверждено постановлением правительства от декабря 1942 года. Также Представительство Правительства на Родине указало на необходимость включения Померании после Колобжега. В марте 1944 года Совет национального единства постулировал включение Восточной Пруссии, Померании, устья Одры и немецкой части Верхней Силезии в Польшу.
Первым лидером, предложившим перенести польско-германскую границу на запад, стал Иосиф Сталин в декабре 1941 года. Это было сделано после того, как 30 июля 1941 года в Лондоне посол СССР в Великобритании И. М. Майский подписал договор о восстановлении дипломатических отношений с руководителем польского правительства в изгнании Владиславом Сикорским. Этим документом, который Сикорский подписал под давлением Великобритании и в личном присутствии премьер-министра Черчилля, Москва не отказалась от территориальных изменений Польши после 1 сентября 1939 года, но предложила вернуться к обсуждению этого вопроса по окончании войны.
Польское правительство в изгнании опасалось, что территориальные изменения на Западе будут компенсированы потерей восточных приграничных земель, поэтому это предложение было принято сдержанно. Польское правительство объявило о необходимости включения в состав Польши только Восточной Пруссии и Гданьска. Британские и американские позиции по послевоенной польской границе (как западной, так и восточной) были сформированы накануне тегеранской конференции 1943 года и предполагали, что страна получит новые территории на западе.
В качестве своего рода «компенсации» за потерю Восточных кресов было решено отдать Польше территории, находящиеся в составе Германии перед Второй мировой войной, то есть части Восточной Пруссии (Помезанию, Вармию, города Мазурии Ольштын и Эльблонг) и Померании (Щецин и Гданьск на севере, Любушская земля, а также Верхняя и Нижняя Силезии, Гливице, Ополе, Вроцлав и Легница).
Польские коммунисты с самого начала создания Польской рабочей партии выступали за широкие территориальные приобретения на западе, но в отличие от других условий, они объединяли это с отказом претензий на восточные земли. Программная декларация Союза польских патриотов предусматривала границу по Одре и соединение всей Силезии. В январе 1944 года Иосиф Сталин решил установить границу вдоль рек Ныса-Лужицка и Одра (оставив Щецин в Германии), а в июле подписал с польскими коммунистами соглашение, по которому СССР должен был поддержать ультиматум по границе на Одре и Нысе-Лужицкой. Первые условия Польского комитета национального освобождения были более консервативными: они включали в территориальные приобретения Польши только область Померании около Одера, Верхнюю Силезию и Восточную Пруссию.
Большая тройка, установившая в Ялте послевоенное разделение Европы, подтвердила первоначальный план Сталина: СССР сохранил за собой территории Западной Белоруссии и Западной Украины, которые должны были остаться с соответствующими восточными регионами по итогам Версальского мира. В результате Восточная Малопольша со Львовом и Станиславовом, Волынь с Луцком и северо-восточные польские окраины с Брестом, Барановичами и Гродно, а также Вильнюс остались в СССР, и была размечена граница Польши и СССР на месте бывшей демаркационной линии Керзона.
На западе Польша увеличивала свою территорию и получала выход к морю в Гданьске. На Потсдамской конференции, после которой был подписан Советско-польский договор 1945 года, к независимой Польше были присоединены восточные области Германии, расположенные восточнее линии Одер/Нейсе: часть Западной Пруссии, часть Силезии, Восточная Померания и Восточный Бранденбург, бывший Вольный город Данциг, а также округ Щецина к западу от реки. В Польше эти территории, составляющие около 25 % территории Германии в границах 1937 года, называют «Возвращённые земли», хотя под властью польских правителей они находились лишь на рубеже X—XI веков.
С продвижением фронта на запад СССР 20 февраля 1945 года передал Народной Польше новые территории на западе, что встретило протесты западных держав.
Когда после освобождения Польши Красной армией и Войском польским власть в республике перешла к сформированному Польским комитетом национального освобождения Временному правительству, союзники начали сомневаться в поддержке установления западной границы по рекам Одер и Нейсе, на Потсдамской конференции они попытались протолкнуть предложение о границе по рекам Одра и Ныса-Клодзка. Черчилль выступал против чрезмерного ослабления Германии за счёт отторжения богатых земель Силезии в пользу Польши. «Британское правительство хотя и допускает, что Польша должна увеличить свою территорию, всё же не хочет идти так далеко, как это делает Советское правительство», — заявил британский премьер. Тем не менее Сталин убедил его, что Германии хватит собственных запасов топлива и без Силезии.
Тем временем, СССР предложил полякам компромисс в виде границы на реке Квиса, но в итоге американцы согласились на границу вдоль реки Нейсе (Ныса-Лужицка), и данная граница была одобрена, а власти согласились депортировать немцев с земель, переданных Польше. Их оказалось 4 млн человек.

## Приобретения Польши
К «бесспорной» для союзников территории Польши в 212 тысяч км² в результате переноса западной границы добавилось ещё 100 тысяч км², причём Польша приобрела богатые каменным и бурым углём, медной рудой, цинком и оловом, промышленно развитые районы Силезии. По подсчётам экономистов Германии, за послевоенный период Польша получила только от залежей полезных ископаемых на «возвращённых землях» более 130 млрд долларов, что вдвое превышает выплаченные Германией в пользу Польши репарации.
Польша расширила доступ к Балтийскому морю с 71 километра в 1939 году до 526 км после 1945 года и получила в своё полное владение бывший вольный город Данциг.

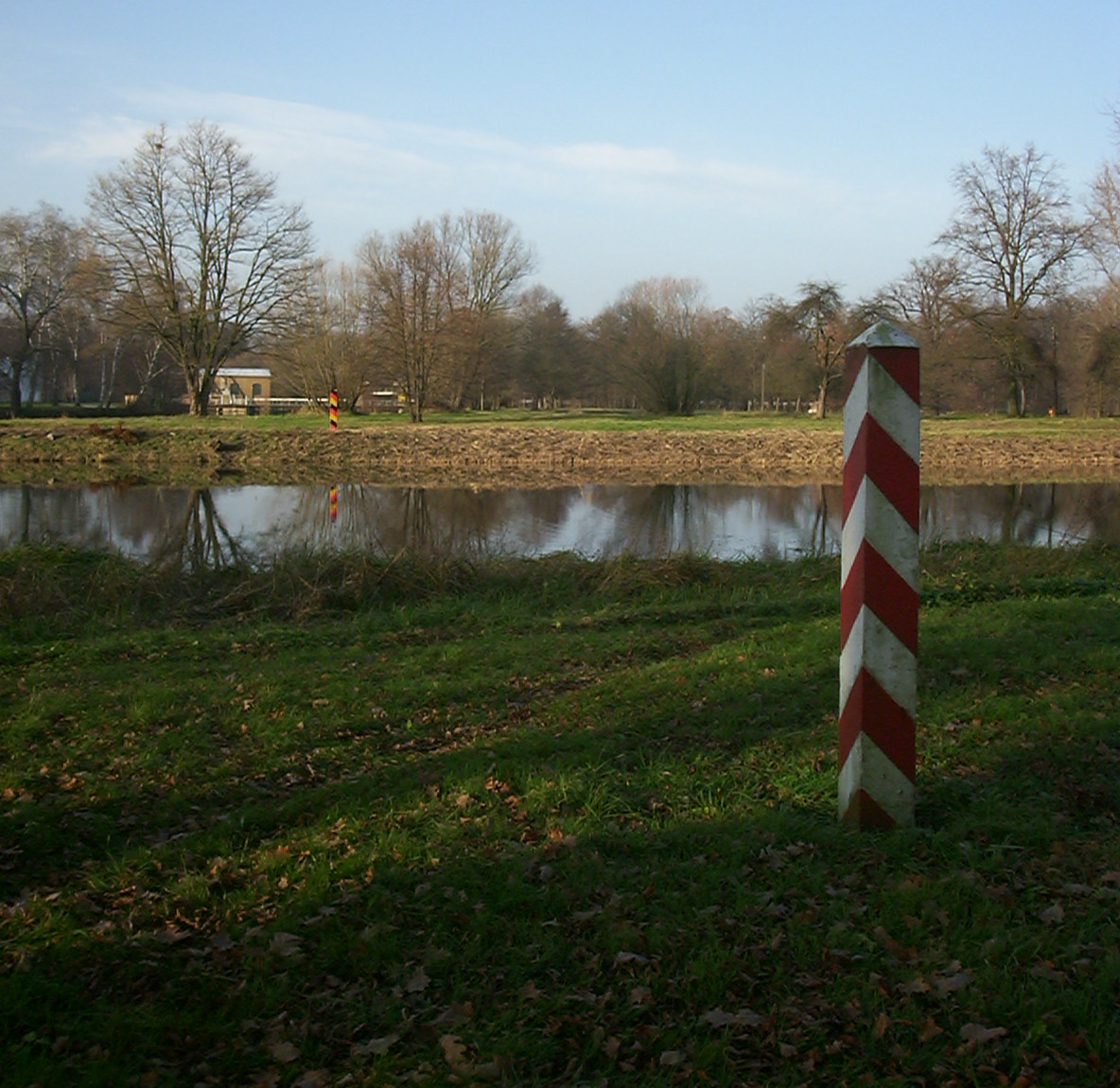
Германско-польская граница на Нысе-Лужицке

## Разделённые города

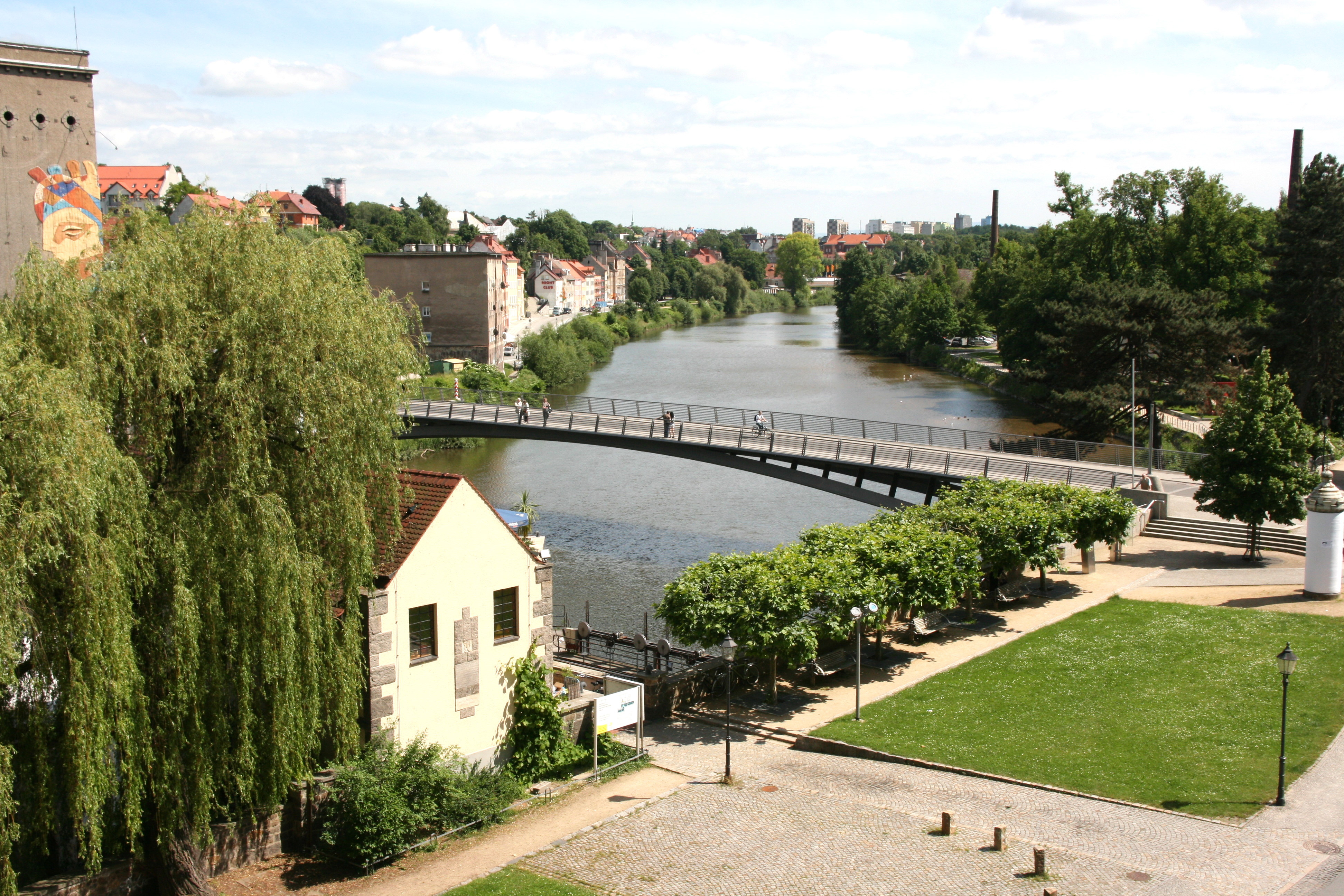
Лужицкая Ниса, отделяющая немецкий Гёрлиц (справа) от польского Згожелеца (слева); ранее оба составляли город Гёрлиц

Граница разделила несколько городов на две части — Гёрлиц/Згожелец, Губен/Губин, Франкфурт/Слубице и Бад-Мускау/Ленкница.

## Частично открытая граница в 1971—1980 годы
Миллионы посетили соседнюю страну (Польшу или Восточную Германию) в период с 1971 по 1980 год. Экономике Восточной Германии угрожало чрезмерное потребление товаров польскими туристами, которые приезжали в Восточную Германию, чтобы купить более дешёвые продукты, которые социалистическая экономика не могла обеспечить в изобилии по обе стороны границы; и поляки также стали политически опасными для правительства ГДР ко времени забастовок Солидарности 1980 года.